# 1040年代
| 千纪： | 2千纪                                                                                            |
| 世纪： | 10世纪 \| 11世纪 \| 12世纪                                                                       |
| 年代： | 1010年代 \| 1020年代 \| 1030年代 \| 1040年代 \| 1050年代 \| 1060年代 \| 1070年代                 |
| 年份： | 1040年 \| 1041年 \| 1042年 \| 1043年 \| 1044年 \| 1045年 \| 1046年 \| 1047年 \| 1048年 \| 1049年 |

1040年代是指1040年至1049年的十年。

## 大事记
- 1040年：塞爾柱人在丹丹坎會戰擊敗伊朗的加茲尼王朝軍隊，之後建立一個帝國，稱為塞爾柱帝國。

## 出生
- 烏爾班二世（1042年-1099年7月24日），羅馬教皇

## 逝世
- 馬格努斯一世（1024年-1047年），挪威國王奧拉夫二世之子，自1035年起為挪威國王，並自1042年起為丹麥國王，直至1047年死亡。